# 沈水街道
临湖街道，是中华人民共和国辽宁省沈阳市苏家屯区下辖的一个乡镇级行政单位。

## 行政区划
临湖街道下辖以下地区：
工人村社区、振兴东社区、振兴西社区、金电社区、富民社区、河畔社区、碧桂园社区、小格镇社区、南营子社区、联盟村、星光村、前谟家堡村、东谟家堡村、金宝台村、大淑堡村、王秀庄村、代古家子村、新兴屯村、西苏堡村、胡家甸村和北营子村。